# Transleitània
Transleitània, també conegudes com Terres de la Corona de Sant Esteve, fou el nom de l'estat dual dins l'Imperi Austrohongarès que corresponia als territoris més enllà del riu Leitha (per contraposició a Cisleitània, que eren els territoris abans del riu Leitha). Aquest nom va sorgir de l'acord constitucional de 1867, que establia un imperi dual, amb dos estats sota el mateix emperador, i cada estat amb els regnes i províncies corresponents. Transleitània fou de majoria hongaresa encara que dins aquest conjunt hi havia altres ètnies (croats, eslovens, italians, rutens i alemanys principalment) i els hongaresos només eren majoritaris al Regne d'Hongria.
Foren part de Transleitània:
- El regne d'Hongria
- El Regne triun (tres en un) de Croàcia (Croàcia, Eslavònia i Dalmàcia, la darrera part de Cisleitània)
- Croàcia
- Província d'Eslavònia
- Província de Fiume
- Província de Rutènia
- Província de Transsilvània

El territori de Bòsnia i Hercegovina fou un territori imperial conjunt.